# イブニングKOCHI
『イブニングKOCHI』（イブニングこうち）は、テレビ高知 (KUTV) で48年半にわたって放送されていたローカルニュース番組である。通算放送回数は13059回。
テレビ高知開局翌年の1971年4月5日に、『イブニングKochi』と題して放送開始。夕方に放送されていたローカルワイドニュースとしては、全国で最古の長寿番組であった。JNN系のニュース番組では山陰放送（BSSテレビ）の『テレポート山陰』やIBC岩手放送（IBCテレビ）の『IBCニュースエコー』（共に1977年4月4日開始）とともに、『JNNニュースコープ』時代から中断期間もなく、同一タイトルで放送されていた番組であった。
「JNN SPORTS」と題してスポーツをVTRで部分ネット。
番組は2019年9月27日放送分をもって終了し、替わって同年9月30日に『情報パレット からふる』がスタートすることを、同局アナウンサーの木岡真理奈と福光可奈子がInstagramで公表した。

## 放送時間
| 期間      | 期間      | 放送時間（日本時間）              | 備考                                                                                                 |
| --------- | --------- | --------------------------------- | --- |
| 1971.4    | 1972.3    | 月曜 - 金曜 18:00 - 18:30（30分） | |
| 1972.4    | 1973.3    | 月曜 - 金曜 17:45 - 18:30（45分） | |
| 1973.4    | 1976.9    | 月曜 - 金曜 17:30 - 18:30（60分） | |
| 1976.10   | 1990.3    | 月曜 - 金曜 18:00 - 18:30（30分） | 月曜 - 金曜 17:30 - 18:00にアニメ・特撮番組等を放送のため、30分枠に縮小。                            |
| 1990.4    | 2000.3    | 月曜 - 金曜 18:30 - 19:00（30分） | 全国ニュース（『JNNニュースの森』）が18:00スタートになり、放送枠が移動。                             |
| 2000.04   | 2002.3    | 月曜 - 金曜 18:22 - 19:00（38分） | 『JNNニュースの森』の放送時間繰り上げに伴い、8分前拡大。                                             |
| 2002.4    | 2005.3    | 月曜 - 金曜 18:19 - 18:50（31分） | 『JNNニュースの森』の放送時間繰り上げと19時台の番組が18:55開始となることに伴い、時間繰り上げ・短縮。 |
| 2005.4.1  | 2009.3.27 | 月曜 - 金曜 18:16 - 18:50（34分） | 『JNNイブニング・ニュース』開始に伴い、3分前拡大。                                                   |
| 2009.3.30 | 2009.9.25 | 月曜 - 金曜 18:05 - 18:45（40分） | 『総力報道!THE NEWS』開始に伴い、時間繰り上げ・拡大。                                                |
| 2009.9.28 | 2010.3.26 | 月曜 - 金曜 18:00 - 18:40（40分） | 『総力報道!THE NEWS』の放送時間短縮などに伴い、5分繰り上げ。                                         |
| 2010.3.29 | 2019.9.27 | 月曜 - 金曜 18:15 - 18:55（40分） | 『Nスタ』開始に伴い、15分繰り下げ。                                                                  |

一時期土曜日にも17:30 - 18:00の枠で放送されていたが、情報番組『じゃらん！じゃらん！』（現在の『じゃらん2 モーニング』の前身）の開始に伴い、1993年9月をもって廃止された。

## 出演者

### キャスター
2018年10月1日から最終放送日の2019年9月27日まで、以下のテレビ高知アナウンサーがキャスターとして出演していた。キャスターが記者を兼ね、取材を行うスタイルを採用。
- 中川実咲 - 月曜 - 木曜メインキャスター。
- 京面龍太郎 - 金曜メインキャスター・月曜、火曜サブキャスター。
- 木岡真理奈 - 火曜・木曜・金曜サブキャスター。
- 久保田康祐 - 主にリポーターを担当。不定期出演。
- 福光可奈子 - 主にリポーターを担当。不定期出演。

## コーナー
番組は、県内ニュース以外に曜日コーナーを設けていた（取材・収録などを伴う一部コーナーは、『歌って走ってキャラバンバン』の収録期間中には休止する）。ここでは現在放送されているコーナーと、2007年10月1日のリニューアル以降のコーナーについて記載する。

### 放送中のコーナー
ヒューマンこうち（月曜日）
「高知県内で活躍している人」や、「全国で活躍する高知県出身の人」に視点を向けて取材するドキュメンタリー。
げんきMAX（火曜日）
1997年に棒高跳び日本選手権で優勝した経歴を持つスポーツインストラクターの鈴木秀司が、運動に関するアドバイス（例えば運動会シーズンにかけっこのアドバイスをしたり、忘・新年会シーズンにダイエットに適した運動を紹介したりとその種類は多様）を行う。開始当初は木曜日に行っていた。
まちあじ（水曜日）
高知県内35市町村自慢の味をハイビジョン映像で紹介する。番組開始当初は火曜日に行っていた。
ロックビデオ（木曜日）
視聴者からビデオ映像を募集し、地域の活気や魅力などを伝える。
かっとび良品店（木曜日）
「ものづくりへの『こだわり』や『情熱』」を通して、自慢の一品を紹介する。（水曜日（開始時）→金曜日（変更時期不明）→木曜日（2009年4月2日））
タイムファイル（金曜日）
テレビ高知に保管されている過去の映像と、その当時の音楽を合わせて当時の社会を紹介する。2009年4月3日に放送開始。
瑠海がゆく（金曜日）
コメンテーターでエッセイストの渡辺瑠海が、様々な気になる情報を伝えるコーナー。金曜日に放送するが、毎週ではなく不定。
エコキッズ（不定期）
地元高知の小学生が環境問題に取り組む様子を取材し、その活動を通して環境の大切さを提起する。
SPORTS&ENTERTAINMENT
2009年度上半期は『総力報道!THE NEWS』第1部関東ローカル枠内の「THE NEWSカワラBANG6」をコーナー途中まで同時ネットしていたが、2009年度下半期はこのコーナー名にした上でテレビ高知ではネットしていなかった情報番組『イブニングワイド』のコーナー「最速!スポーツ」「ご存知!?ワイドアワー」を一部項目抽出の上VTR部分のみ録画ネットしていた。

### 終了したコーナー
ほっとイブニング（金曜日）
県内タウン情報誌『ほっとこうち』とイブニングKOCHIがドッキングし、県内の話題や『ほっとこうち』・テレビ高知制作のフリーペーパー『ちゃんねるロック KUTV』などの最新情報を紹介。

## 2007年のリニューアル（その他）
番組は2007年10月1日をもってリニューアルし、番組ロゴやスタジオセット、テーマ曲などがすべて一新された。また、これを機に県内局製作のローカルニュースとしてはNHK高知放送局製作の『高知まるごと情報市』、高知放送製作の『こうちeye』に続き3番目にハイビジョン放送を開始した。ただし、ハイビジョン制作ロゴは表示されない。

### キャスターの位置（ニュース）
月曜 - 木曜には、メインキャスターのみがスタジオセット正面の席に座り「ニュースの担当は○○アナウンサーです」と言った（「○○」の部分には、サブキャスターの名字が入る）後、向ってその左側に設置された、演説台に似たテーブルで、待機していた各曜日のサブキャスターが、原稿を読んでニュースを伝える。ただし、サブキャスターがメインキャスターの右に座った状態で伝えるケースもあった。
金曜には、メインキャスターがスタジオセット正面の右席に、サブキャスターが左席に座り、そのまま原稿を読んでニュースを伝えていた。最終期は、メインキャスターが右側に、サブキャスターが左側に座り、テロップに名前がでて自身では名前は名乗らず、「こんばんは、○月■□日△曜日今日のイブニングKOCHIです。（以下略）」などとあいさつするスタイルになった。

### キャスターの位置（ニュース以外の特集など）
月曜 - 金曜を通じて、メインキャスターがスタジオセット正面の右席に、サブキャスターが左席に座る。月曜 - 木曜の場合には、ニュース読み上げ後のCM中に移動して席に座る。その他の出演者（コメンテーターやゲストなど）が居る場合の殆どは、その出演者がスタジオセットに向かって右端に座っていた。

### 天気情報
基本的には、高知駅近くにあるテレビ高知本社前から中継を結び伝えられた。ただし、スタジオ内のキャスターが伝えるケースもあった。2010年代は「お天気知っちょこ」のコーナー名でアナウンサーがスタジオ内でお天気情報を伝えていた。2019年4月16日から放送終了までは「そらいろLIVE」の名称に改まり日本気象協会関西支社から気象予報士がテレビ電話で高知県の天気予報を伝えていた。これは、後継番組『情報パレット からふる』でも「そらいろcheck」に改題の上で継続放送された（現在は「からふるweather」と改まっている）。予想図などのデザインは、テレビ高知の「お天気情報」ページで放送されている映像と同じものを見ることができた（一部放送されない項目有り）。

### 字幕スーパー・テロップ
ニューステロップフォーマット（デザイン）については、以下の通り。
項目タイトル（見出し）
- オレンジ色の小判型のものが左右に2つ組み合わさったようなデザイン。左の小判型には番組ロゴ、右側のものにはニュースの大まかな内容が表示されていた。
- 2007年10月のリニューアル時からは緑色だったが、2009年度の放送開始時にオレンジ色に変更された。また、2008年10月よりサイドテロップに背景（映像用語で座布団と呼ばれるもの）が付くようになった。オレンジ色を基調としたタイトルロゴはやや形を変えながら放送終了まで基本的な部分は変わる事はなかった。
- ニューステロップ、次のコーナーの紹介、キャスターの氏名表示（一部例外あり）ではアニメーションが設定されており、県内ニュースの中で最もアニメーションを多用していた。

全体的なテロップフォーマット
- 『総力報道!THE NEWS』開始時にJNN統一フォーマットが大幅に改訂され、その後の『Nスタ』開始時に再び大幅な改訂が行われた。『総力報道!THE NEWS』開始以前の本番組および『KUTVニュース』はJNN統一フォーマットに準拠したものであったが、同番組開始以降はJNN統一フォーマットとは一線を画し、当番組を含めた『KUTVニュース』全てにおいてJNN統一フォーマットを一切使用せず、独自フォーマットを用いての放送を続けていた。同様の事例をテレビ山梨にも見ることができる[注釈 2]。ただし、ネットワークニュースにテレビ高知から出中する場合はJNN統一フォーマットで作成している。
- なお、2016年4月にテロップフォーマットがリニューアルされた。これまでのJNN統一フォーマットと一線を画していたのを改め、JNN統一フォーマットに準じた形にリニューアルされた。項目タイトルや右上のサイドテロップもJNNニュースと同じものが使われ（ただし「JNNNEWS」のロゴは削除した上で、動画化されている）、内容テロップもJNN統一フォーマットに準じたものが使われている。さらにテロップの書体もキー局のTBSにあわせてニューロダン（フォントワークス）が使用されているが、記者・リポーターの氏名テロップに限り、番組専用のフォーマットとなっていた。
- 2019年4月以降はキャスターやリポーター、取材した場所および人の名前表示やニュース内容の表示が「Nスタ」とほぼ準拠したテロップフォーマットにあらたまっている。これは後継番組「情報パレット からふる」でも一部はオリジナルに変わったものの、一部は「Nスタ」のオレンジのまま引き継がれている。

## オープニング
オープニングはヘッドラインを3項目紹介した後、左側の円を切り取って重ねたようなイメージが青空から夕焼けに変わり、それと同時に右側に番組のロゴが映し出されていた。提供スポンサーがある場合は、終盤で画面下部に提供クレジットが出される（アナウンス無し）。なお、現在のタイトル表記（イブニングKOCHI）となるまでは、番組タイトルが表示された後に「製作・著作（改行）KUTV」のテロップが表示されていた。

## エンディング
スタジオでのエンディングでは、キャスターやコメンテーターの会話の後に「今日はこの辺で失礼します」と挨拶をした数秒後に、テレビ高知を見学した小学生の見学中の様子や当日のニュースの映像などがスタッフロールとともに流され、その後にCMに入っていた。ただ、2009年3月30日から2010年3月26日の間はエンドトークの前に『総力報道!THE NEWS』の「THE NEWS特集」コーナーの予告映像を流していた。
スタッフロールの後にCMを挿み、CM明けのエンディングでテレビ高知本社屋上の情報カメラの映像（局の公式サイトでも映像をリアルタイムに見ることができる）を背景に、提供スポンサーがあった場合にはオープニング同様画面下部に提供クレジットが出され（アナウンスあり）、その後に左上に番組ロゴ、右下に「このあともご覧のチャンネルで」と表示され、終了した。

## 動画配信
番組リニューアルと同時にテレビ高知のWebサイトもリニューアルされ、FLV形式でのニュース配信が開始された。土日を中心にイブニングKOCHI以外の放送映像も一部含まれている。県内局での動画配信は高知放送の『こうちeye』の一部コーナーが四国対象のプロバイダサービスPikaraですでに行っていたが、ローカルニュースを自局で公開しているのは今回のイブニングKOCHIが初めてである。
2007年12月6日配信分からは、地上デジタル放送での放送映像を編集・配信していた。同年12月5日までは、地上アナログ放送での放送映像を使用していた。